# Stade Bollaert-Delelis
A Stade Bollaert-Delelis egy labdarúgó-stadion Lensban, Franciaországban.
A stadion az RC Lens nevezetű helyi csapat otthonául szolgál. 
Az 1984-es labdarúgó-Európa-bajnokság és az 1998-as labdarúgó-világbajnokság egyik helyszíne volt. Befogadóképessége 38 223 fő számára biztosított, amely mind ülőhely.
A 2016-os labdarúgó-Európa-bajnokság egyik leendő helyszíne.

## Események

### 1984-es Európa-bajnokság
| Dátum       | Időpont | Pályaválasztó | Eredmény | Vendég      | Forduló   | Nézők  |
| ----------- | ------- | ------------- | -------- | ----------- | --------- | ------ |
| 1984.06.13. | 20.30   | Belgium       | 2–0      | Jugoszlávia | A csoport | 41 774 |
| 1984.06.17. | 20.30   | NSZK          | 2–1      | Románia     | B csoport | 31 787 |

### 1998-as világbajnokság
| Dátum       | Időpont | Pályaválasztó | Eredmény | Vendég       | Forduló      | Nézők  |
| ----------- | ------- | ------------- | -------- | ------------ | ------------ | ------ |
| 1998.06.12. | 17.30   | Szaúd-Arábia  | 0–1      | Dánia        | C csoport    | 38 100 |
| 1998.06.14. | 20.30   | Jamaica       | 1–3      | Horvátország | H csoport    | 38 100 |
| 1998.06.21. | 14.30   | Németország   | 2–2      | Jugoszlávia  | F csoport    | 38 100 |
| 1998.06.24. | 21.00   | Spanyolország | 6–1      | Bulgária     | D csoport    | 38 100 |
| 1998.06.26. | 21.00   | Kolumbia      | 0–2      | Anglia       | G csoport    | 38 100 |
| 1998.06.28. | 16.30   | Franciaország | 1–0      | Paraguay     | Nyolcaddöntő | 31 800 |

### 2016-os Európa-bajnokság
| Dátum       | Időpont | Pályaválasztó      | Eredmény | Vendég             | Forduló      | Nézők  |
| ----------- | ------- | ------------------ | -------- | ------------------ | ------------ | ------ |
| 2016.06.11. | 15.00   | Albánia            | 0–1      | Svájc              | A csoport    | 33 805 |
| 2016.06.16. | 15.00   | Anglia             | 2–1      | Wales              | B csoport    | 34 033 |
| 2016.06.21. | 21.00   | Csehország         | –        | Törökország        | D csoport    |        |
| 2016.06.25. | 21.00   | D csoport győztese | –        | 3. helyezett B/E/F | Nyolcaddöntő |        |